# Snihurivka
Snihurivka (in ucraino Снігурівка?) è una città  dell'Ucraina (12 045 abitanti) situata nel distretto di Baštanka, nell'oblast' di Mykolaïv. Ospita l'amministrazione della comunità territoriale di Snihurivka una delle comunità territoriali dell'Ucraina.
Fino al 18 luglio 2020 Snihurivka era il centro amministrativo del distretto di Snihurivka, abolito come parte della riforma amministrativa dell'Ucraina, che ha ridotto a quattro il numero dei distretti dell'oblast' di Mykolaïv.  L'area del distretto di Snihurivka è stata fusa nel distretto di Baštanka.

## L'invasione russa dell'Ucraina del 2022
Durante l'invasione russa dell'Ucraina nel 2022, Snihurivka è stata bombardata e poi catturata dalle forze russe il 19 marzo 2022. In questa cittadina che si trova sulla linea del fronte verso  Cherson il 7 luglio 2022 una fabbrica di grano è stata bombardata. 
Il 9 novembre 2022, il ministro della Difesa russo Sergej Šojgu ha annunciato il ritiro delle forze russe dalla riva destra del fiume Dnepr. Le forze ucraine sono rientrate nella città lo stesso giorno e hanno issato la bandiera ucraina.